# Last Knights (film)
Last Knights is een actie-dramafilm uit 2015, geregisseerd door Kazuaki Kiriya. De film is losjes gebaseerd op (en grotendeels verwesterd) de Japanse legende van de zevenenveertig ronin. Last Knights is een gezamenlijke productie van het Verenigd Koninkrijk, Tsjechië en Zuid-Korea.

## Verhaal
Bartok wordt naar het keizerlijk hof geroepen om minister Gezza Mott te spreken. Hij volgt de oproep samen met de commandant Raiden en een escorte. Aan het hof spreekt men van Gezza Mott als de toekomstige rentmeester. Grote geschenken worden verwacht van de vorsten van het koninkrijk om zijn goodwill te verwerven. Bartok weigert deze procedure en in plaats van het verwachte dure geschenk, geeft hij Gezza Mott een zijden zakdoek, die Gezza Mott boos maakt tegen Bartok. Gezza Mott toont hem daarom zijn schatkamer met de waardevolle geschenken die hij van andere prinsen heeft gekregen. Daar stort de prins in door een ziekte en Gezza Mott gebruikt deze zwakte om hem te verslaan. In een reflex trekt Bartok zijn zwaard en verwondt hij de hand van de minister. Hiervoor wordt hij gedagvaard en beschuldigd voor de keizer. In zijn verdedigingsrede geeft hij de aanslag op de minister toe en hekelt hij tegelijkertijd de corruptie die aan de rechtbank heerst. Als reactie hierop wordt echter Bartok van alle gronden beroofd en wordt hij zelf ter dood veroordeeld. De commandant, Raiden, wordt gedwongen het doodvonnis uit te voeren. Zodat de familie Bartoks niet ook wordt geëxecuteerd, onderwerpt hij zich en voert de executie uit.
Na de executie keren sommige van de metgezellen van de prins terug naar hun landgoederen, anderen blijven in de stad van de keizer en leiden, nadat ze uit alle ambten zijn verwijderd, een leven van ontbering. Het Zevende Korps, onder bevel van Raiden, wordt ontbonden. Terwijl de meeste leden van het korps eerlijk werk zoeken, zoals vissen of smeden, raakt Raiden verslaafd aan alcohol en gokken en gaat hij om met hoeren. Zijn vrouw verlaat hem en hij verpandt het zwaard dat Bartok hem voor zijn dood heeft gegeven om meer alcohol te kunnen kopen. Gezza Mott, aan de andere kant, lijdt aan paranoia en voelt een samenzwering van de kant van de voormalige ridders van Bartok. Hij heeft Raiden 24/7 geschaduwd door zijn commandant. Wanneer Raiden de dochter van Bartok als maagdelijke hoer wordt aangeboden en hij niet met wraak reageert, meldt de commandant Gezza Mott dat Raiden gebroken is en niet langer een bedreiging vormt. Dit is het moment waarop de Ridders van het Zevende Korps hebben gewacht. Vermomd als arbeiders en gewapend met valse paspoorten hebben ze het fort verkend en een plan bedacht om het snel en stil in te nemen. De volgende nacht gaan ze het fort binnen en bereiken de kamers van Gezza Mott.
Daar duelleren de twee commandanten, waaruit Raiden als overwinnaar tevoorschijn komt nadat zijn zwaard dat van zijn tegenstander vernietigt. De overgebleven troepen geven zich dan over en Raiden heeft een duidelijk pad naar Gezza Mott. Wanneer hij hem probeert neer te steken met een dolk, onthoofdt Raiden hem. Hoewel de keizer de fouten van Gezza Mott erkent, kan hij de acties van de ridders niet ongestraft laten, aangezien het aanvallen van de adviseurs van de keizer gelijk staat aan het aanvallen van de keizer. Hij vraagt zijn prinsen om advies en de meerderheid is het ermee eens dat het executeren van de ridders het volk tegen hem zou keren en de ridders tot martelaren zou maken. Een prins, wiens dochter Hannah echter gedwongen werd te trouwen met Gezza Mott, werkte dit plan van tevoren samen met Raiden uit, wat leidde tot de ondergang van Gezza Mott. Raiden voorzag de wraak van de keizer en staat voor zijn ridders. Raiden wordt vermoedelijk geëxecuteerd (dit blijft open aan het einde omdat het niet wordt getoond), en de overgebleven ridders dienen opnieuw House Bartok, maar deze keer de dochter van Bartok.

## Rolverdeling
| Acteur             | Personage         |
| ------------------ | ----------------- |
| Clive Owen         | Raiden            |
| Morgan Freeman     | Bartok            |
| Cliff Curtis       | Lieutenant Cortez |
| Aksel Hennie       | Geza Mott         |
| Dave Legeno        | Olaf              |
| Ayelet Zurer       | Naomi             |
| Shohreh Aghdashloo | Maria             |

## Release
De film ging in première op 3 april 2015 in de Verenigde Staten. De film werd opgedragen aan de nagedachtenis van acteur Dave Legeno, die in 2014 stierf.

## Ontvangst
De film ontving ongunstige recensies van critici. Op Rotten Tomatoes heeft Last Knights een waarde van 16% en een gemiddelde score van 3,30/10, gebaseerd op 31 recensies. Op Metacritic heeft de film een gemiddelde score van 27/100, gebaseerd op 13 recensies.